# Эшпинью (Мангуалди)
Эшпинью (порт. Espinho) — район (фрегезия) в Португалии, входит в округ Визеу. Является составной частью муниципалитета Мангуалди. Находится в составе крупной городской агломерации Большое Визеу. По старому административному делению входил в провинцию Бейра-Алта. Входит в экономико-статистический субрегион Дан-Лафойнш, который входит в Центральный регион. Население составляет 1226 человек на 2001 год. Занимает площадь 15,31 км².
Покровителем района считается Апостол Пётр (порт. São Pedro).